# Logoclonia
Logoclonia este o tulburare a vorbirii caracterizată prin repetarea spasmodică a cuvintelor sau părților de cuvinte, în special a silabelor finale.  Logoclonia este un indicator a unei leziuni cerebrale bilaterale, care implică de obicei structurile subcorticale, și este observată în stadiile avansate de demența de tip Alzheimer (vezi Boala Alzheimer).
Liepmann s-ar pare că a conceput acest termen în 1905, pentru a indica „perseverența continuă”.
Termenul logoclonia provine din greacă logos = cuvânt; klonos = tumult, dezordine.
Termenul logoclonie în alte limbi
- francă logoclonie
- engleză logoclonia
- germană Logoklonie
- rusă логоклония